# Thank God I Found You
"Thank God I Found You" là một bài hát của ca sĩ người Mỹ Mariah Carey, có sự góp giọng của ca sĩ nhạc R&B Joe và nhóm nhạc nam 98 Degrees. Được sáng tác và sản xuất bởi Carey cùng bộ đôi Jimmy Jam & Terry Lewis, bài hát phát hành vào ngày 25 tháng 1 năm 2000, bởi Columbia Records như là đĩa đơn thứ hai trích từ album phòng thu thứ 7 của cô, Rainbow (1999). "Thank God I Found You" là một bản R&B ballad lấy cảm hứng từ một mối quan hệ đã đi qua Carey lúc bấy giờ, trong đó nhân vật chính đã nói với người yêu của mình "Cảm ơn Chúa, tôi đã tìm thấy bạn".
Sau khi phát hành, bài hát nhận được những đánh giá trái chiều từ các nhà phê bình âm nhạc đương đại, trong đó có một vài ý kiến phê bình khi cho rằng nó thật "khó nghe" và "mau bị lãng quên". Tuy vậy, "Thank God I Found You" đã trở thành đĩa đơn quán quân thứ 15 của Carey trên bảng xếp hạng Billboard Hot 100 của Mỹ. Bên cạnh đó, nó còn đạt hạng 2 ở Canada, top 10 tại Anh và top 30 tại Úc, Bỉ (Wallonia), Pháp, Đức, Hà Lan và Thụy Sĩ. Đây vẫn là đĩa đơn cuối cùng của nữ ca sĩ có thể vươn đến ngôi nhất bảng, cho đến 5 năm sau với "We Belong Together" cô mới lặp lại được điều đó.
Video ca nhạc của "Thank God I Found You", do Brett Ratner làm đạo diễn, trong đó Carey, Joe, và 98 Degrees biểu diễn bài hát tại buổi hòa nhạc ngoài trời. Phiên bản Make It Last Remix cũng có một video cho riêng mình, với bối cảnh là một câu lạc bộ nhỏ. Carey đã trình diễn phiên bản gốc của bài hát (kèm theo bản remix) trực tiếp tại giải thưởng Âm nhạc Mỹ lần thứ 27. Nó cũng xuất hiện trong danh sách các chuyến lưu diễn như Rainbow World Tour (2000) và The Adventures of Mimi Tour (2006), mà Trey Lorenz hát phần của ca sĩ nam.
Carey đã ghi âm lại giọng của mình cho bản remix của bài hát mang tên "Thank God I Found You" (Make It Last Remix), với sự tham gia của Joe và ca sĩ cùng hãng đĩa với Carey, rapper Nas. Đây là một phiên bản làm lại của bài hát "Make It Last Forever" (1988) của Keith Sweat, và kết hợp một vài câu từ phiên bản gốc của "Thank God I Found You". DJ Clue đảm nhận sản xuất bản remix, biến đổi thành một bài R&B chậm. Vào tháng 9 năm 2000, hai nhạc sĩ Seth Swirsky và Warryn Campbell đã cáo buộc Carey hành vi xâm phạm quyền tác giả, cho rằng nó đã vay mượn rất nhiều từ bài hát "One of Those Love Songs" mà họ viết cho nhóm nhạc R&B Xscape. Tòa án cuối cùng phán quyết có lợi cho Carey khi không tìm đủ điểm tương đồng giữa hai bài hát.

## Danh sách bài hát
| - Đĩa CD maxi tại châu Âu 1. "Thank God I Found You" – 4:17 2. "Thank God I Found You" (Celebratory Mix) – 4:19 3. "Thank God I Found You" (Make It Last Remix hợp tác với Joe & Nas) – 5:10 4. "Thank God I Found You" (Make It Last Remix không lời) – 5:10 - Đĩa than 12" tại Vương quốc Anh 1. "Thank God I Found You" (Make It Last Remix hợp tác với Joe & Nas) – 5:10 2. "Thank God I Found You" (Make It Last Remix không có đoạn Rap hợp tác với Joe) – 5:10 3. "Thank God I Found You" (Make It Last không lời) - 5:10 4. "Thank God I Found You" (Celebratory Mix) – 4:19 - Đĩa CD maxi tại Vương quốc Anh 1. "Thank God I Found You" (Stargate Radio Chỉnh sửa) – 4:20 2. "Thank God I Found You" (Make It Last Remix) – 5:10 3. "Babydoll" – 5:06 | - Đĩa CD/7" tại Mỹ 1. "Thank God I Found You" – 4:17 2. "Thank God I Found You" (Celebratory Mix) – 4:19 - Đĩa CD maxi tại Mỹ 1. "Thank God I Found You" (Make It Last Remix Chỉnh sửa hợp tác với Nas & Joe) – 4:13 2. "Thank God I Found You" (Make It Last Remix không có đoạn Rap hợp tác với Joe) – 5:10 3. "Thank God I Found You" (bản album) – 4:17 4. "Babydoll" – 5:06 |

## Xếp hạng
| Bảng xếp hạng (2000)                     | Vị trí cao nhất |
| ---------------------------------------- | --------------- |
| Úc (ARIA)                                | 27              |
| Bỉ (Ultratop 50 Flanders)                | 36              |
| Bỉ (Ultratop 50 Wallonia)                | 23              |
| Canada (Canadian Singles Chart)          | 2               |
| Pháp (SNEP)                              | 28              |
| Đức (Official German Charts)             | 28              |
| Ireland (IRMA)                           | 31              |
| Ý (FIMI)                                 | 21              |
| Hà Lan (Dutch Top 40)                    | 24              |
| Hà Lan (Single Top 100)                  | 23              |
| New Zealand (Recorded Music NZ)          | 34              |
| Tây Ban Nha (PROMUSICAE)                 | 6               |
| Thụy Điển (Sverigetopplistan)            | 43              |
| Thụy Sĩ (Schweizer Hitparade)            | 17              |
| Anh Quốc (OCC)                           | 10              |
| Hoa Kỳ Billboard Hot 100                 | 1               |
| Hoa Kỳ Hot R&B/Hip-Hop Songs (Billboard) | 1               |
| Hoa Kỳ Pop Airplay (Billboard)           | 28              |
| Hoa Kỳ Rhythmic (Billboard)              | 9               |
| Hoa Kỳ Top 40 Tracks (Billboard)         | 21              |

| Bảng xếp hạng (2000)                 | Vị trí |
| ------------------------------------ | ------ |
| Netherlands (Dutch Top 40)           | 172    |
| US Billboard Hot 100                 | 45     |
| US Hot R&B/Hip-Hop Songs (Billboard) | 28     |

| Quốc gia                                 | Chứng nhận | Số đơn vị/doanh số chứng nhận |
| ---------------------------------------- | ---------- | ----------------------------- |
| Hoa Kỳ (RIAA)                            | Vàng       | 687,000                       |
| * Chứng nhận dựa theo doanh số tiêu thụ. |            |                               |